# 尹志山
尹志山，男，曾任中华人民共和国公安部警卫局副局级调研员（副军职）、政治处主任、警卫局副局长。
2010年7月被授予武警少将警衔。

## 处罚
2015年11月，公安部党委、驻部纪委对违反党纪规定的副军级以上武警警官进行处理：公安部警卫局原副局长尹志山留党察看一年、撤职、副军职降为正师职、少将警衔降为大校警衔。